# Ostracion cyanurus
Ostracion cyanurus es una especie de peces de la familia Ostraciidae en el orden de los Tetraodontiformes.

## Morfología
Los machos pueden llegar alcanzar los 15 cm de longitud total.

## Hábitat
Es un pez de mar de clima tropical y asociado a los  arrecifes de coral.

## Distribución geográfica
Se encuentra desde el mar Rojo hasta el golfo Pérsico.

## Galería de imágenes

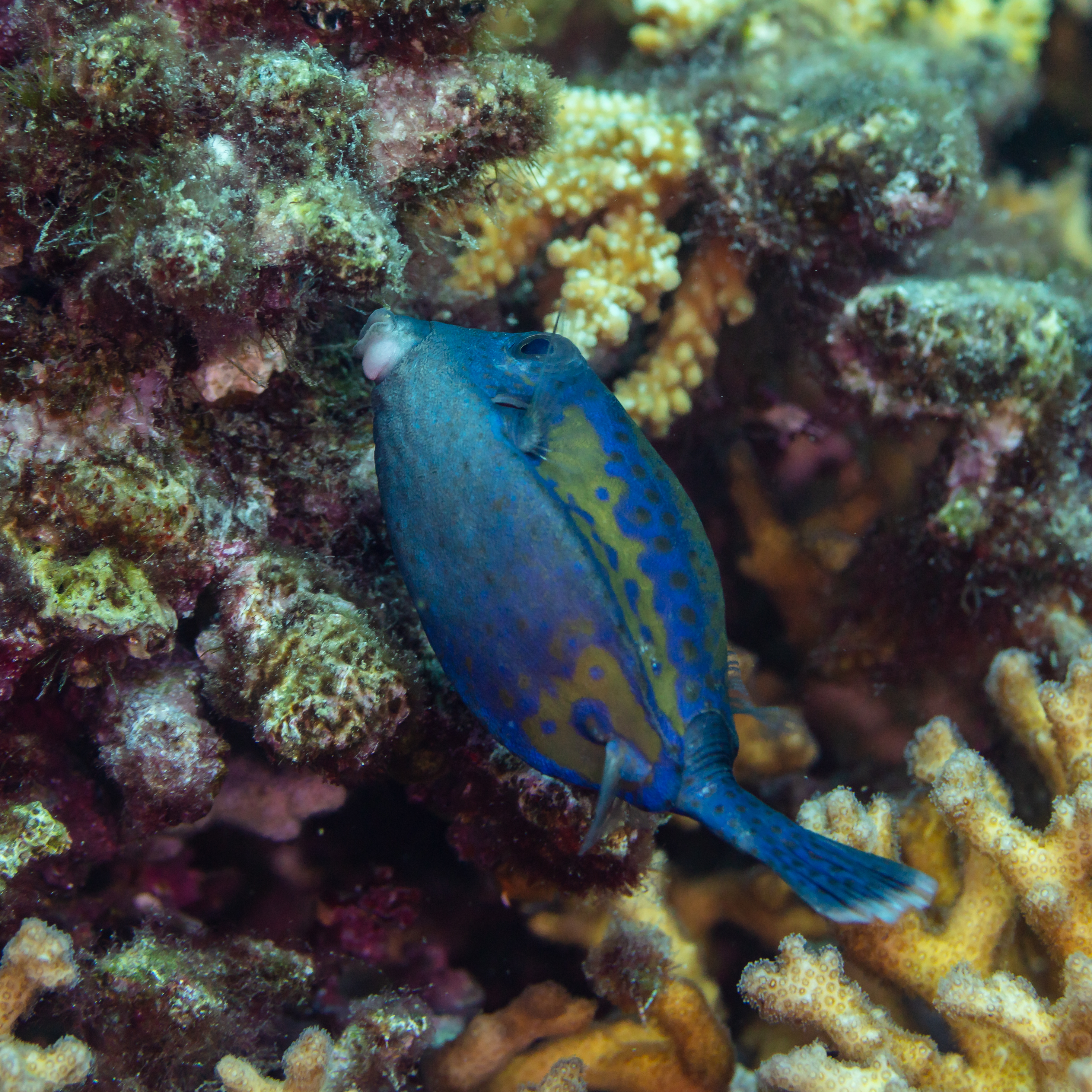
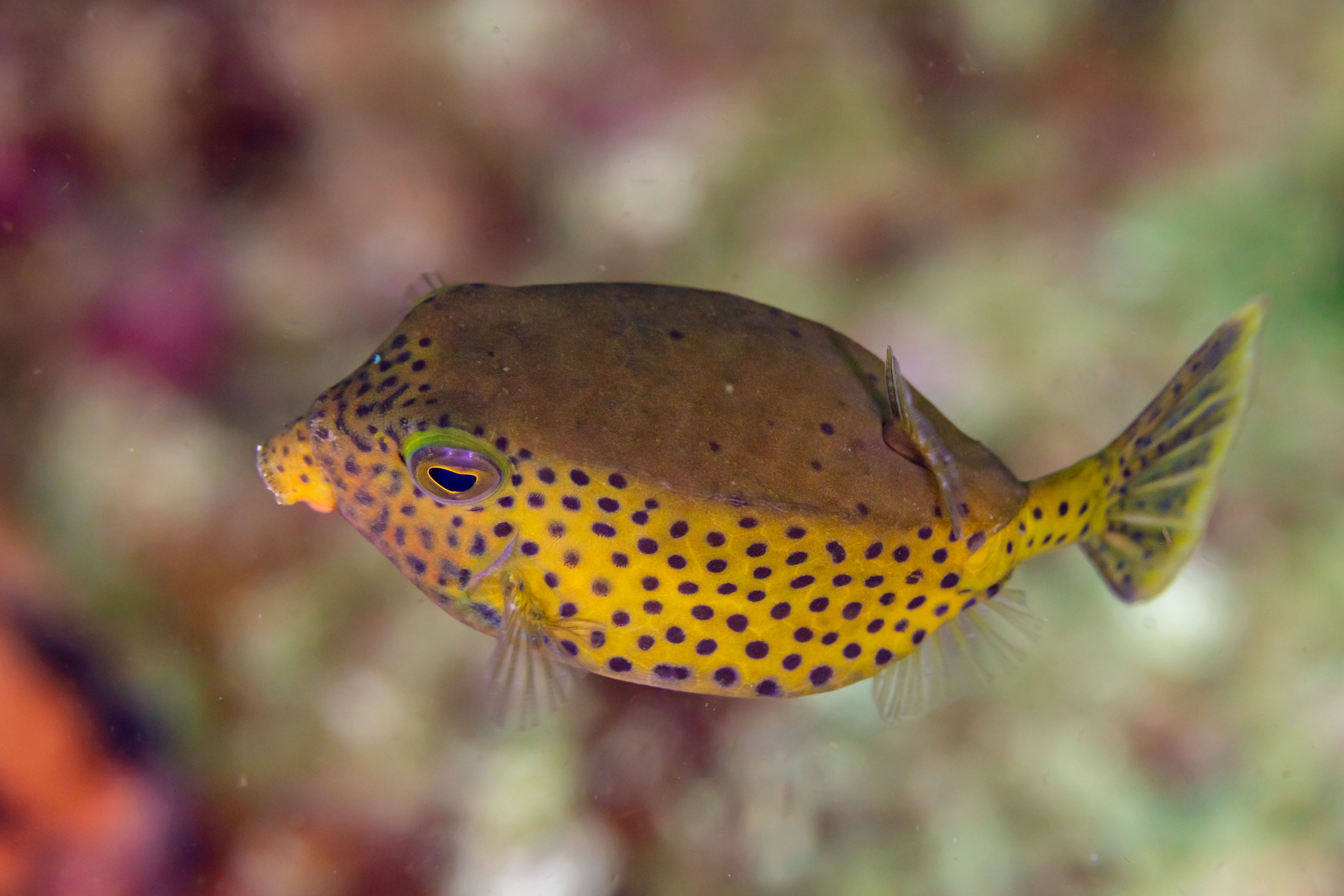
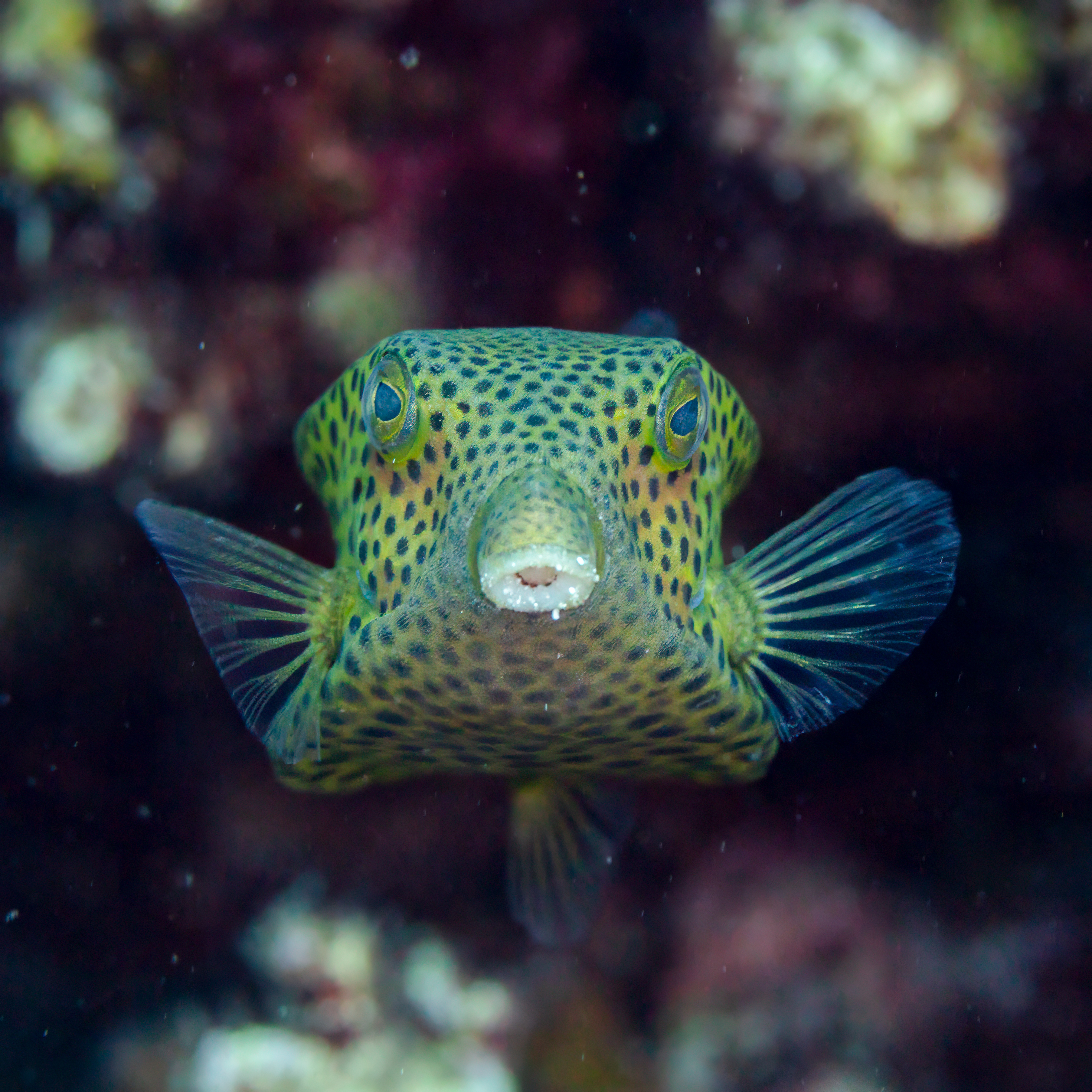
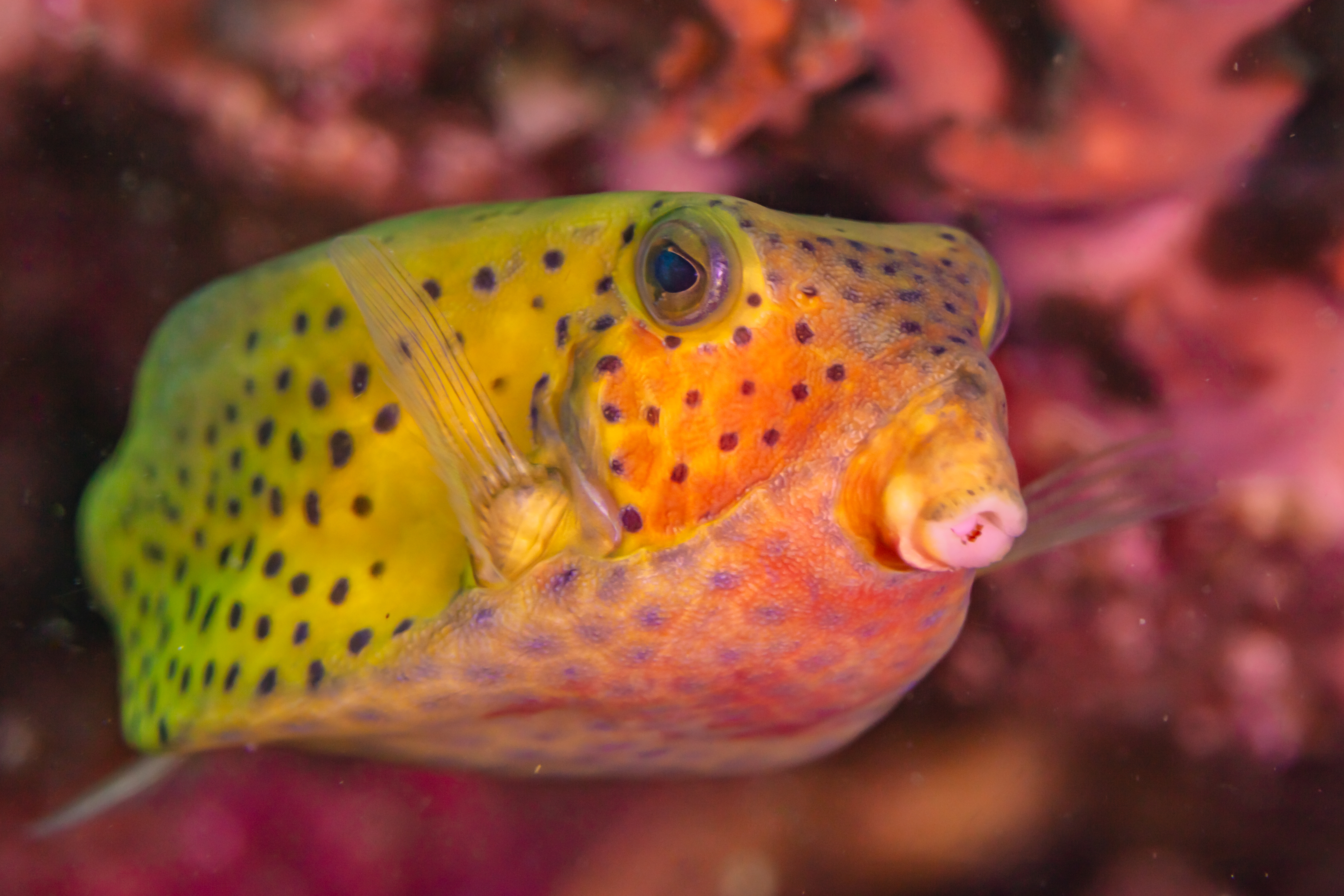
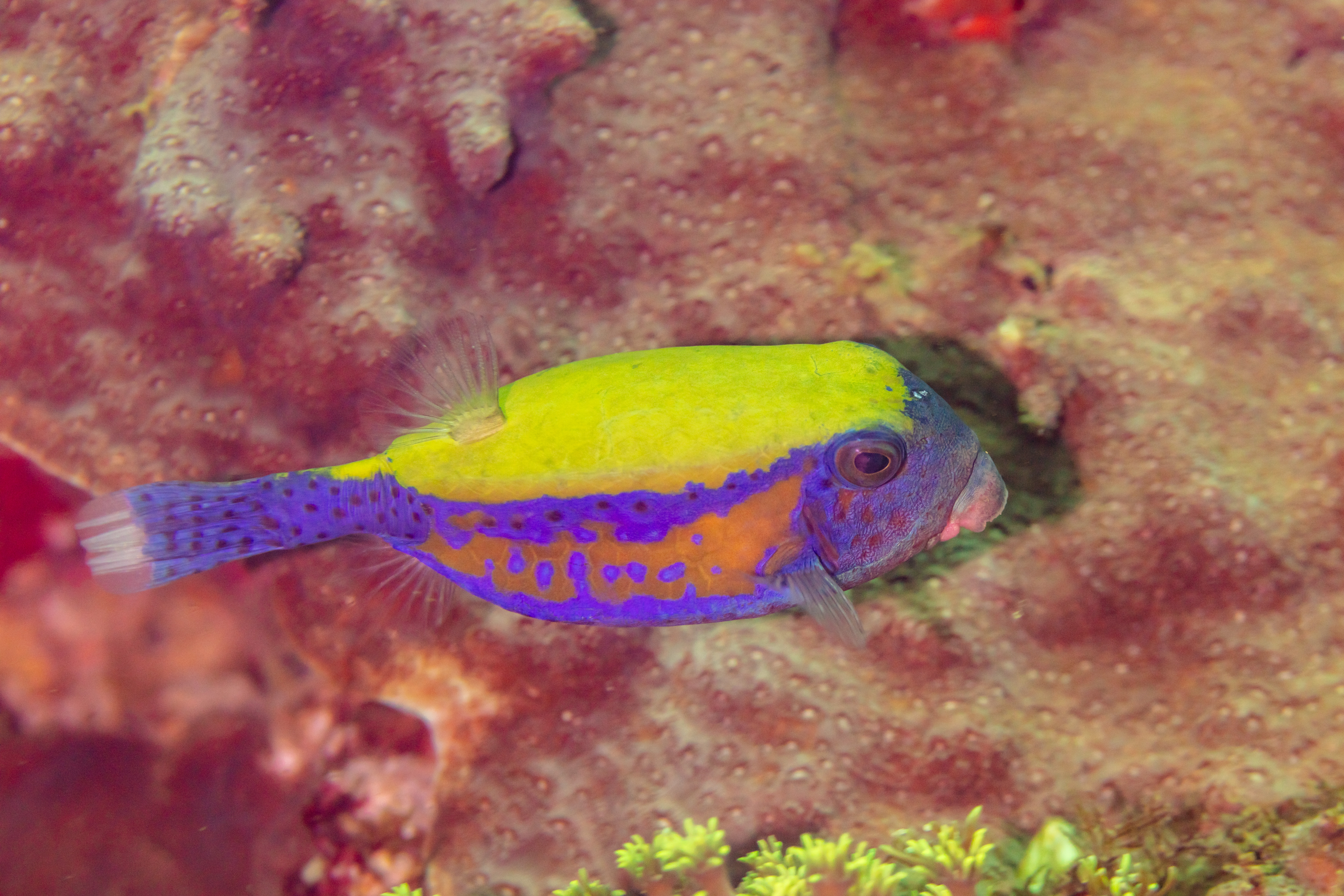